# Kiến trúc cổ Việt Nam

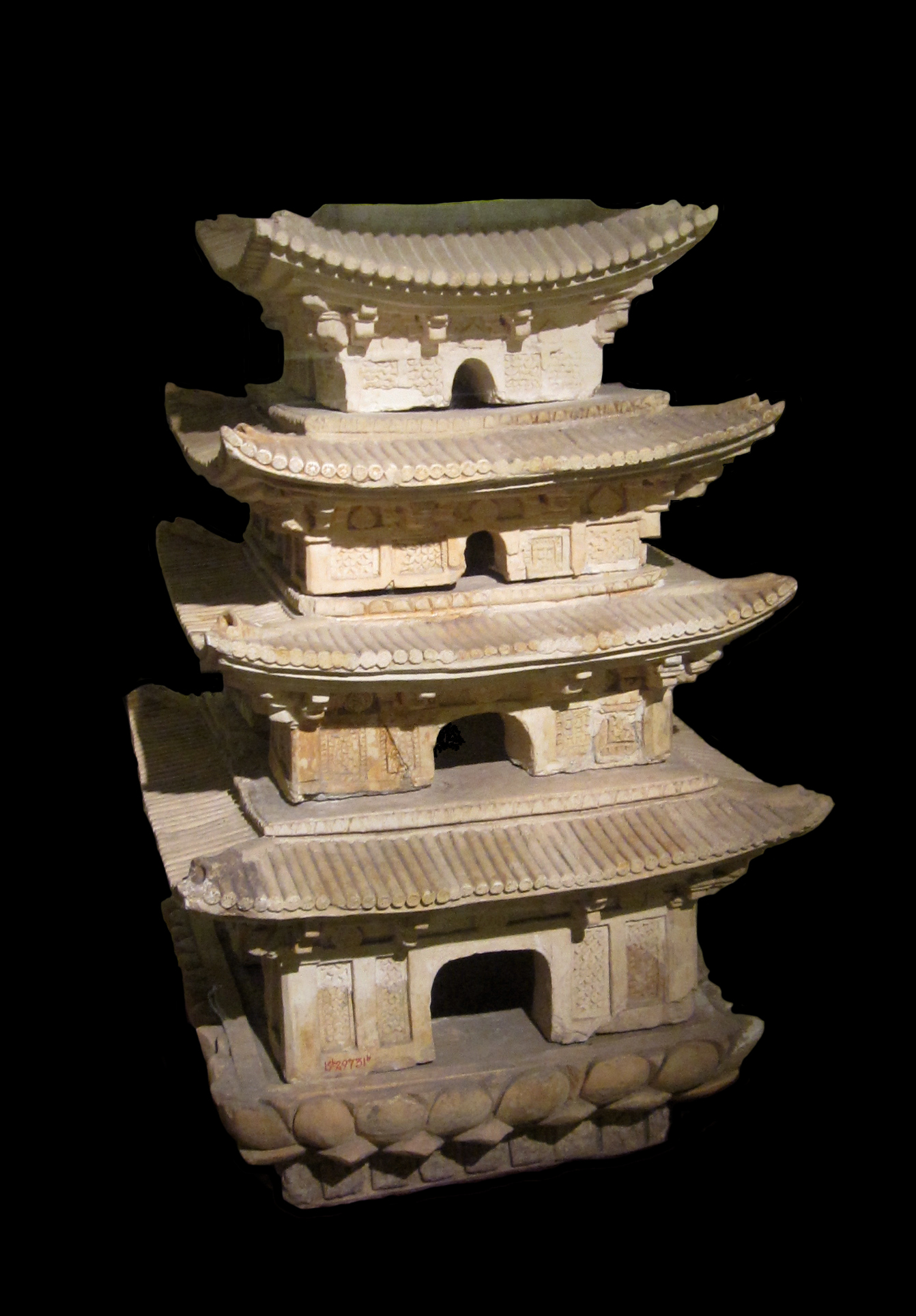
Tượng tháp chùa, cổ vật thời Lý khai quật tại khu di tích Hoàng Thành Thăng Long. Thấy rõ kết cấu đấu-củng, mái lợp ngói âm dương.

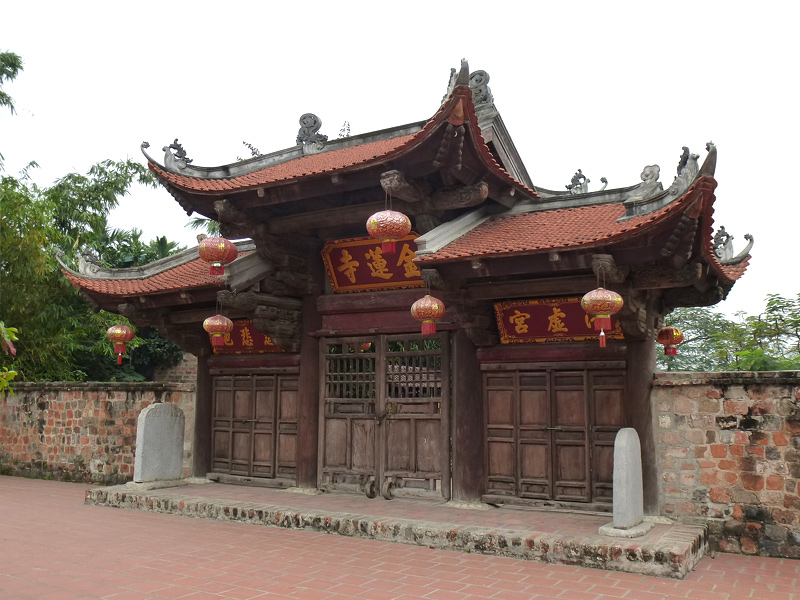
Cổng tam quan, một công trình kiến trúc truyền thống ngay trên lối vào những nơi thờ tự thường thấy tại Việt Nam

Quá trình phát triển nền kiến trúc cổ Việt Nam gắn liền với môi trường thiên nhiên và hoàn cảnh kinh tế - xã hội. Những công trình kiến trúc cổ hầu hết được xây dựng trong thời kỳ phong kiến - chủ yếu là trước thế kỷ 19. Tuy nhiên các công trình còn sót lại chủ yếu được xây dựng từ sau thế kỷ 17-18.
Dù là công trình nhỏ bé như kiến trúc dân gian hoặc đồ sộ, phức tạp như kiến trúc cung đình, vật liệu xây dựng sẵn có ở địa phương đã được khai thác và sử dụng phổ biến và rộng khắp: tranh, tre, nứa, lá, gỗ, đá..., sau này còn có các vật liệu khác như gạch, ngói, sành, sứ... Hệ thống kết cấu khung cột, vì kèo và các loại xà đều có quy định thống nhất về kích thước, tương quan về tỷ lệ và qua đó, những nghệ nhân trước đây đã sáng tạo ra một thức kiến trúc riêng biệt trong kiến trúc cổ và dân gian Việt Nam.
Trải qua nhiều triều đại, nhiều thế kỷ với bao thăng trầm lịch sử, đến ngày nay các công trình đã trải qua nhiều lần trùng tu sửa chữa để tồn tại, một số còn giữ được cốt cách nguyên sơ song cũng có nhiều công trình bị pha tạp do nguyên nhân chủ quan hoặc khách quan. Tuy nhiên, những công trình này vẫn là dấu tích cụ thể ghi lại chặng đường sáng tạo và lao động nghệ thuật, mang dấu ấn lịch sử dân tộc rất rõ nét.
Kiến trúc cổ Việt Nam được chia thành các loại hình như sau:
Đây là loại hình kiến trúc bao gồm thành lũy, pháo đài, đồn, cửa ô... Những kiến trúc quân sự quốc phòng cổ Việt Nam có mặt bằng bố cục gồm các hình như: hình vuông, hình chữ nhật, hình đa giác đều, hình tròn, hình ngôi sao và những hình đặc biệt khác. Vật liệu xây dựng các loại hình kiến trúc này rất phong phú. Ở miền núi, người ta sử dụng phiến đá xanh có đẽo gọt hoặc không; ở miền trung du, người ta sử dụng đá ong; ở miền đồng bằng sử dụng đất hoặc gạch và vôi vữa xây thành.

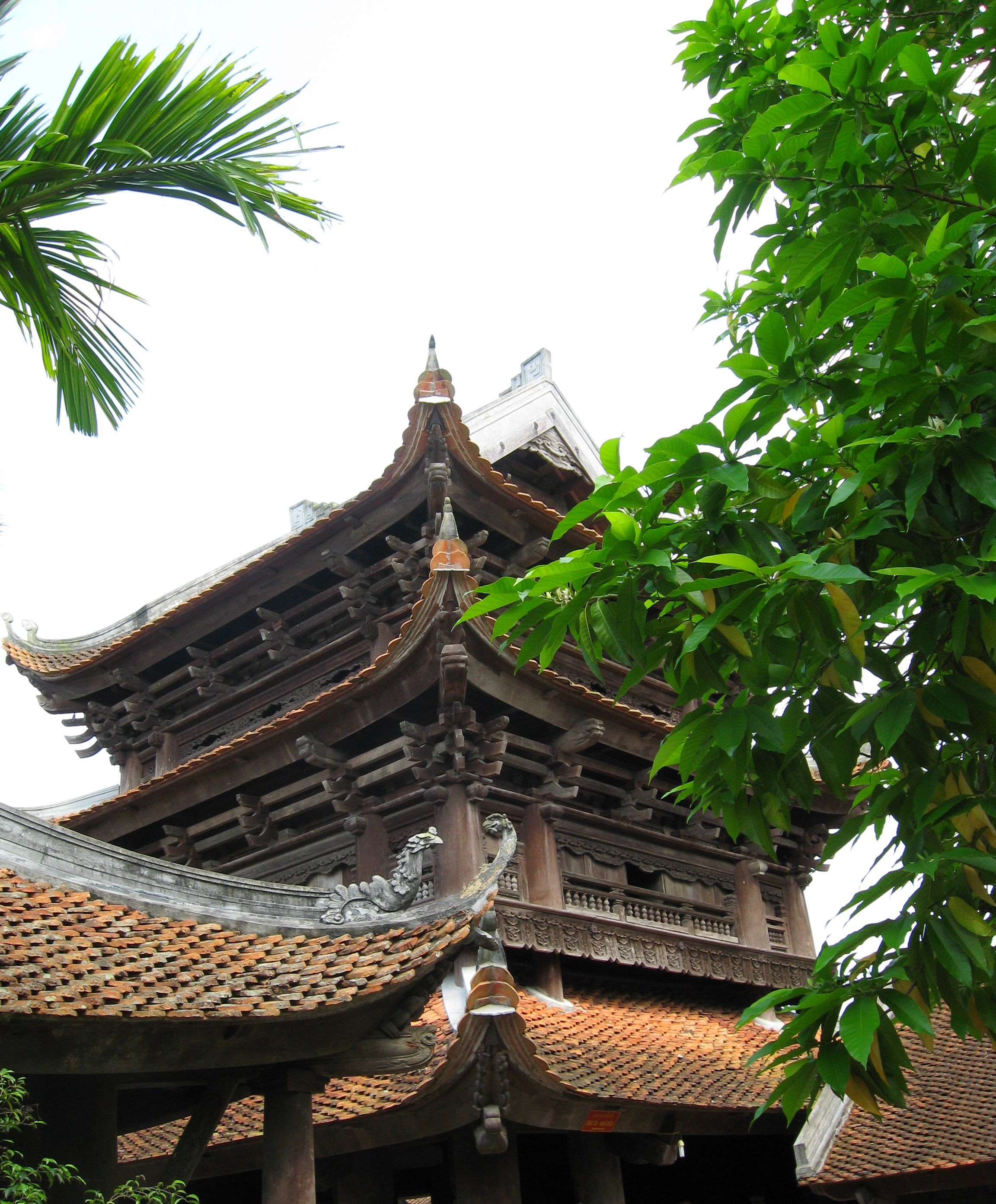
Kiến trúc hệ đấu-củng Việt Nam. Chùa Keo, Thái Bình

Các nét đặc trưng của kiến trúc cổ Việt Nam trong nền kiến trúc gỗ cổ phương Đông:
- Dốc mái thẳng, đao cong. Ngói được sử dụng có thể là ngói âm dương (Ngói lưu ly) hoặc ngói hài (ngói vảy). Ngói âm dương từ ngàn xưa thì ngói âm dương đã gắn liền với các công trình kiến trúc của Việt Nam, với ưu điểm độ bền cao, cấu trúc thiết kế lợp đặc biệt mang đến sự thoáng mát vào mùa hè ấm áp vào mùa đông thường được sử dụng cho các công trình hành chính nhà nước hoặc nhà của tầng lớp cao, quan lại, nhà nho, kiến trúc tôn giáo. Ngói hài thường được sử dụng trong kiến trúc dân gian, chi phí thấp, độ bền thường không cao, dễ lên rêu, thường thấy ở kiến trúc Khmer, Thái Lan.
- Dùng bảy, kẻ đỡ mái hiên (chủ yếu thời Lê, Nguyễn) hoặc là hệ đấu-củng (chủ yếu đến thời Lý, Trần và dần bổ sung hoặc thay thế bằng bảy/kẻ). Cả hai phương pháp tồn tại song song tùy vào trình độ người thợ mà chọn lựa thi công, hệ đấu-củng tương đối phức tạp,có độ bền cao về thẩm mỹ thì trau chuốt và đẹp hơn nên yêu cầu tay nghề người thợ cao và tỉ mỉ trong công việc.
- Cột mập to, phình ở phần giữa thân dưới

## Kiến trúc thành quách

### Thành Cổ Loa

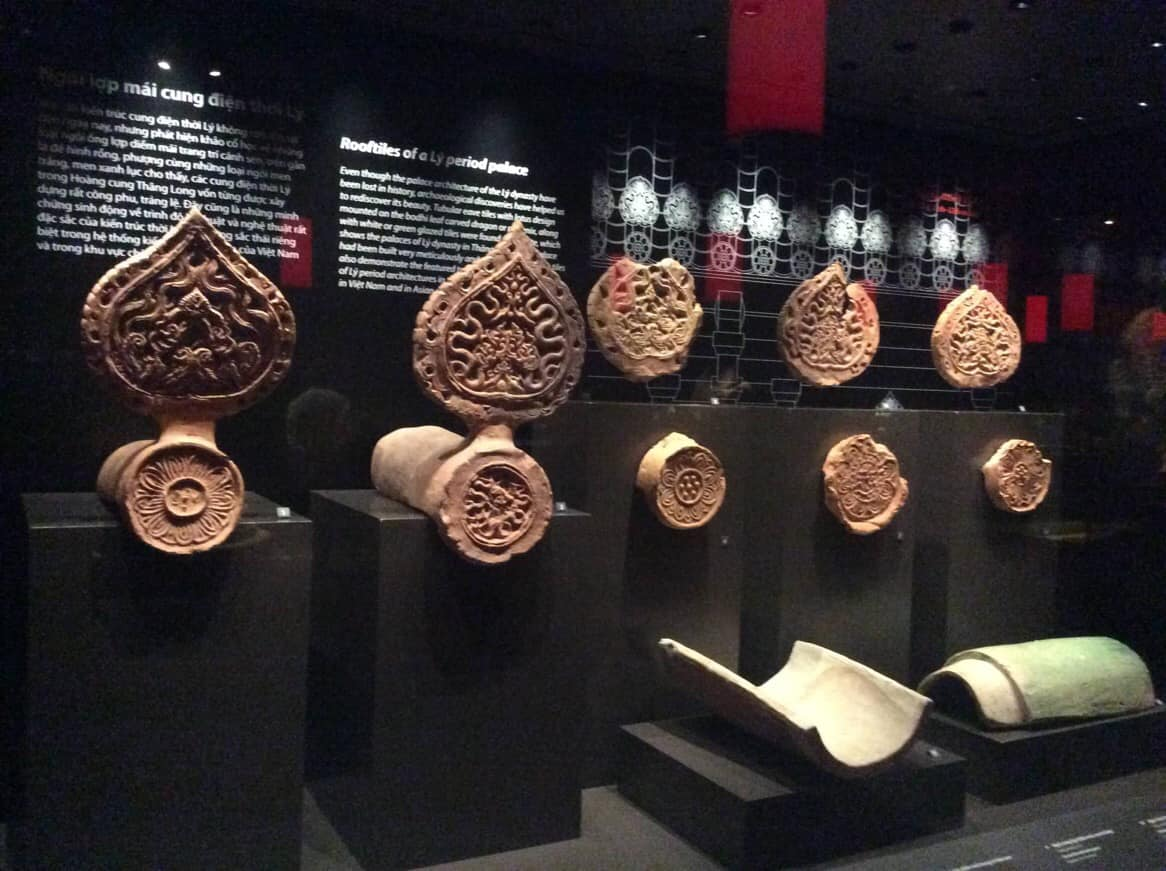
Ngói lưu ly (ngói ống, ngói lòng máng, ngói âm dương) Việt Nam khai quật tại Hoàng Thành Thăng Long

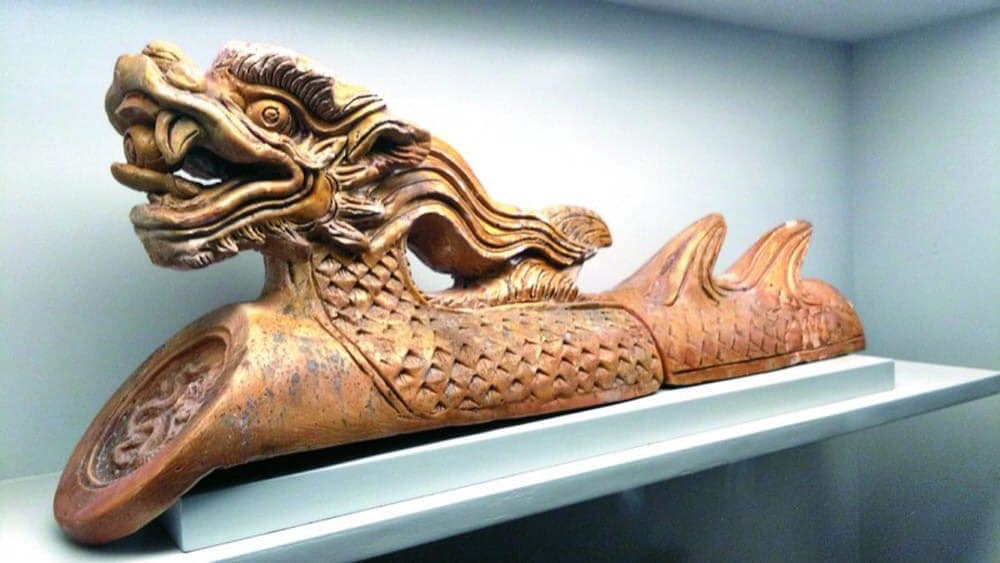
Đầu ngói hoàng lưu ly khai quật được tại hoàng thành Thăng Long, trang trí đầu rồng, họa tiết long ổ tinh tế.

Bố cục thành Cổ Loa (Đông Anh - Hà Nội) có 3 vòng rõ rệt: vòng ngoài, vòng trong và vòng giữa đều được đắp bằng đất. Người ta thông thường đào đất ngay tại chỗ đắp tường thành, phần đất bị đào đi tạo nên hào chạy xung quanh thành và hào cũng là bộ phận có tác dụng phòng ngự của thành. Thành Cổ Loa có hình dáng khá đặc biệt giống hình xoáy vỏ ốc. Toàn bộ xung quanh các vòng thành Cổ Loa đều có đào hào, trừ phía Tây Nam và Đông Nam là sông hoặc đầm lầy tự nhiên, còn toàn bộ là hào nhân tạo rộng từ 20–50 m.

### Thành Hoa Lư
Thành Hoa Lư (Ninh Bình) là kinh đô thuộc thời nhà Đinh - Tiền Lê. Đây là công trình đạt tới đỉnh cao về mức độ kiên cố, hiểm trở của loại hình công trình phòng ngự trong lịch sử đương thời. Thành Hoa Lư nằm trên một khoảnh đất khá bằng phẳng trong khu vực những dải (dãy) núi đá vôi hiểm trở, bao bọc xung quanh, tạo thành những bức tường thành thiên nhiên kiên cố. Mười đoạn tường thành nhân tạo nối liền những dải núi đá vôi tạo nên 2 vòng thành khép kín sát cạnh nhau, được gọi là thành ngoài và thành trong, với diện tích toàn bộ khoảng trên 300 ha.

### Thành Thăng Long - Đông Đô - Hà Nội
Thành Thăng Long thời nhà Lý gồm nhiều vòng thành. Vòng ngoài cùng là La thành, vừa là nơi phòng ngự, vừa là nơi ngăn lụt, có độ dài khoảng 30 km. Trong khu vực này là Kinh thành bao gồm nhiều phường phố, chợ búa... nơi ăn ở buôn bán sản xuất thủ công nghiệp của nhân dân và quan lại. Hoàng thành được xây bằng gạch, là nơi đóng các cơ quan đầu não của nhà nước và triều đình phong kiến, bên trong có Cấm thành là nơi dành cho vua và gia đình ở, sinh hoạt.

### Thành Tây Đô

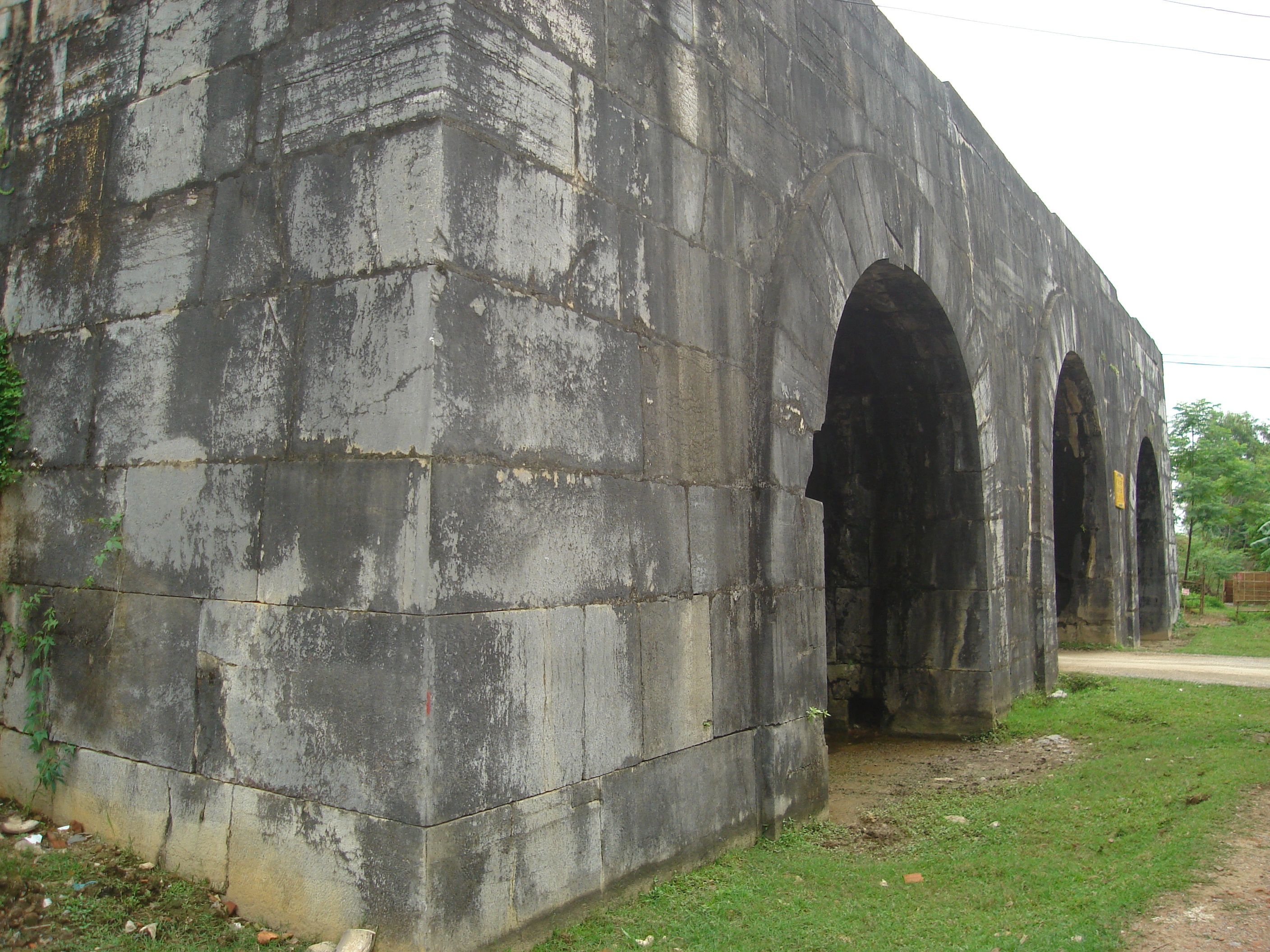
Cổng Tiền Thành Tây Đô, Thanh Hóa

Bình đồ của tòa thành gần như vuông, diện tích rộng 77 ha, đông tây khoảng 880 m, bắc nam hơn 870 m. Thành tường đắp bằng đất, bọc đá xanh bên ngoài. Kiên cố nhất là bốn cổng lớn trổ ra bốn hướng đông, tây, nam, bắc. Cổng nam, tức cổng chính có ba lối đi xây cuốn tò vò, cao gần 10 m.
Đây là công trình kiến trúc bằng đá quy mô rất lớn xây từ thời nhà Trần, và được coi là tòa thành cổ lớn nhất Đông nam Á nên đã được đề cử là Di sản Văn hóa Thế giới ngày 29 tháng 9, 2009 với Tổ chức Giáo dục, Khoa học và Văn hóa Liên hiệp quốc (UNESCO).

### Phủ chúa Nguyễn
Nhà sư Thích Đại Sán ghi lại trong Hải ngoại kỷ sự (bản Viện đại học Huế, 1963, tr 34) cho hay phủ chúa mênh mông nhưng không có thành quách, bù lại có 2 lớp lũy tre làm rào. Lớp lũy tre ngoài cùng có các hàng trại súng cất bằng cỏ tranh, đặt súng đồng hạng nặng. Trong cùng là vòng tường thấp, rộng một hai dặm quây lấy vương phủ.
"Sau khi vào qua cửa chính, là một cái sân thật rộng. Tiếp theo là một đại sảnh có các quan chầu chực, quan võ bên hữu, quan văn bên tả, ai nấy theo thứ bậc và phẩm trật mà đứng. Chúa Nguyễn được kiệu trên ngai vào đến sảnh, rồi chúa an vị trước một cái án có bút lông, dấu triện với hộp chu sa. Đây là khung cảnh chúa thừa tiếp những vị nào muốn thưa trình gì với chúa.
Nếu đi vào bằng các cửa hai bên của dinh chúa, thì một phía là dãy chuồng ngựa cùng các chuồng gia súc mà đáng nói hơn cả là gà đá, còn một phía là trang viện của ca kỹ (giúp vui các chúa Nguyễn).
Trong phần thứ ba của dinh đường có một hoa viên rất mực kỳ thú có lắm kỳ hoa dị sắc và hương vị đủ loại... Đến lớp tường bọc thứ hai thì nhỏ hơn. Chung quanh là một hành lang lát gạch, có trụ cột và mái che để khi nào trời mưa có thể dạo chơi chẳng việc gì. Nơi đây có bốn cửa cao lút tường... Vào tới trong, bước chân cuối cùng dừng lại ở một cái sân thật rộng. Những nhân vật chủ yếu của địa phương chiếm ngụ những ngôi nhà hạng nhất, những ngôi hạng thứ thì dành cho quyến thuộc của chúa. Sau rốt hiện ra trước mặt một dãy nhà dành riêng cho các hầu thiếp, dãy này không khác dòng tu là mấy. Nó có hành lang trông cột và một cái gác lâu...
Từ lớp thứ hai này tiến vào lớp thứ ba mới đích thị là dinh chúa Nguyễn ở. Lớp này gồm năm toà, chính toà có ba tầng gác và trên cùng có chòi làm vọng lâu. Từ chòi cao, không những thấy bao quát thị thành, mà còn thấy các vùng phụ cận, cùng với mấy đoạn Hương giang uốn khúc thành ra một toàn cảnh hùng vĩ. Trong các toà nhà bề thế này không có vôi, không có tường, không có đá. Toàn thể làm bằng gỗ quý, được trau chuốt, chạm trổ, mài dũa mỹ lệ, các cột chẳng hạn thì dùng một thứ gỗ màu vàng chanh được sơn son. Tưởng chừng ta lạc bước vào một nhà hát lộng lẫy với nền nhà bóng lộn như pha lê. Các cửa lớn những chỗ ở này đều được phủ bằng màn che lộng lẫy tô điểm nghệ thuật. Trên mái và ở góc mái lồ lộ những con rồng bằng đất sét trắng ngậm trong mõm những mẩu khánh vàng leng keng du dương trong gió. Nói tóm lại, mọi thứ đều được xếp đặt không phải chỉ nhắm tới cái công dụng mà thôi, mà còn để phô trương phú quý, và xem ra cung đáng mặt là của bậc vua." (Jean Koffler)

### Thành Huế

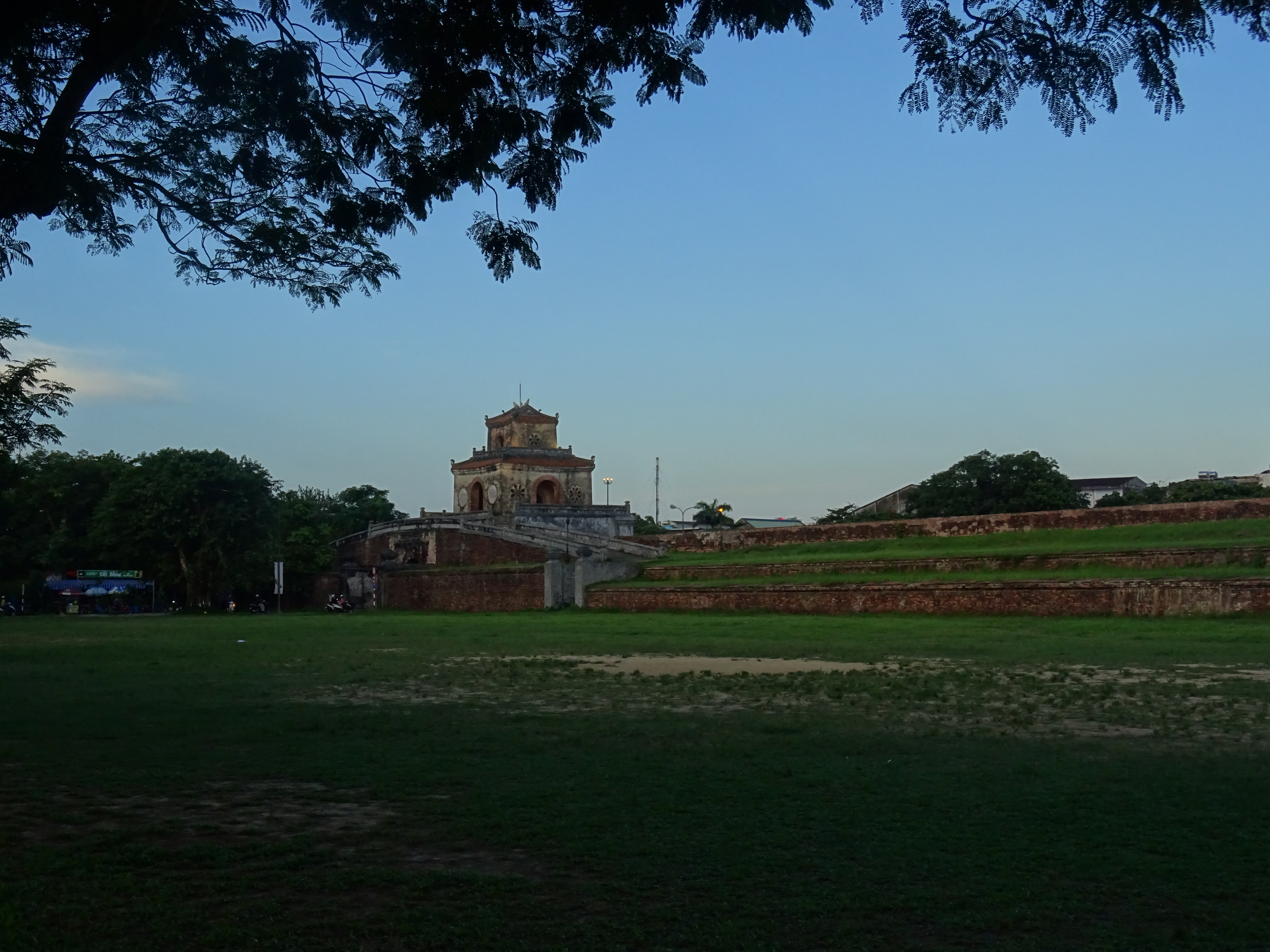
Cổng Thượng Tứ và tường Thành Huế

Vòng thành ngoài là Kinh thành, xây kiểu Vauban, dạng gần hình vuông, mỗi cạnh 2235 m, chu vi gần 9000 m. Tường thành xây ốp bằng gạch hộp dày khoảng trên 2 m và cao khoảng 6,50 m. Vòng thành giữa gọi là Hoàng cung hay Đại nội hình chữ nhật. Vòng thành trong cùng là Tử Cấm thành. Tường xây cao 3,1 m, dày 0,72 m và có 7 cửa.
Kinh thành Huế được đích thân vua Gia Long chọn vị trí và cắm mốc, tiến hành khảo sát từ năm 1803, khởi công xây dựng từ 1805 và hoàn chình vào năm 1832 dưới triều vua Minh Mạng. Trong lịch sử Việt Nam thời cận đại, công trình xây dựng Kinh Thành Huế có lẽ là công trình đồ sộ, quy mô nhất với hàng vạn lượt người tham gia thi công, hàng triệu mét khối đất đá, với một khối lượng công việc khổng lồ đào hào, lấp sông, di dân, dời mộ, đắp thành... kéo dài trong suốt 30 năm dưới hai triều vua.

## Kiến trúc cung điện - dinh thự
Kiến trúc cung điện - dinh thự là kiến trúc tiêu biểu và điển hình của các triều đại phong kiến Việt Nam. Loại hình kiến trúc này huy động tập trung được cao độ vật tư và tài lực của cả nước hoặc một địa phương, thể hiện sự giàu có và quyền lực trong từng giai đoạn của từng hoàng đế trị vì. Có thể nói đây là loại hình kiến trúc phong kiến quy mô nhất trong các loại hình kiến trúc thời phong kiến, mà di sản còn được gìn giữ lại cho đến ngày nay.

### Kiến trúc cung đình Huế

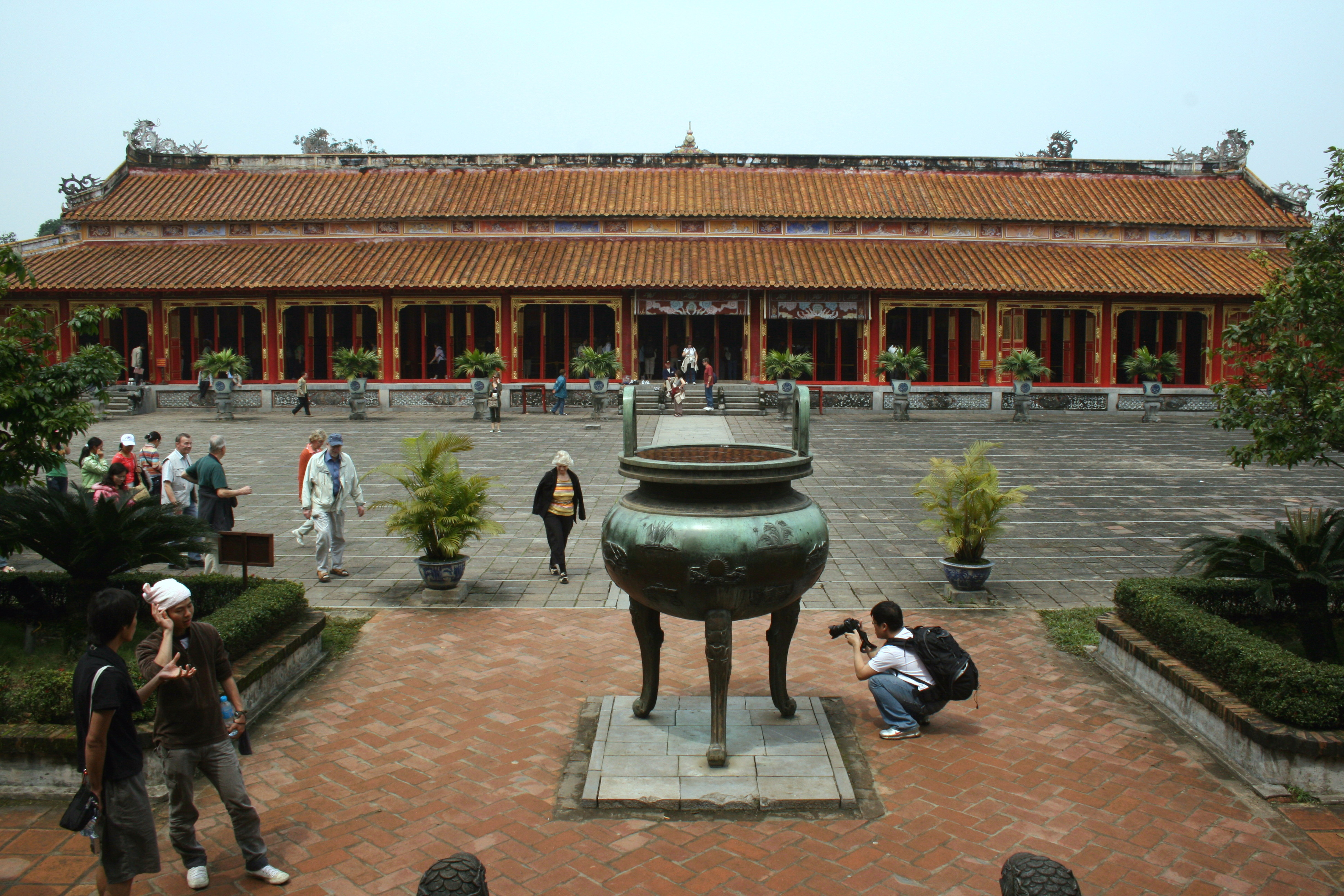
Thế Miếu trong Tử Cấm thành (Huế)

Năm 1802 - sau khi triều Tây Sơn bị tiêu diệt - Nguyễn Ánh (hoàng đế Gia Long) lập triều hoàng triều Nguyễn và đóng đô ở Huế (Phú Xuân), huy động nhân lực và vật tư xây dựng Hoàng cung trong kinh đô Huế. Kiến trúc cung điện nhà Nguyễn được bố cục xây dựng theo kiểu truyền thống triều đình phong kiến Á Đông đậm đà bản sắc dân tộc, gồm có những loại sau đây:
- Dùng là nơi thiết triều và cử hành lễ nghi, có: Ngọ Môn, điện Thái Hòa, điện Cần Chánh, Tả Vu, Hữu Vu v.v..
- Nơi ở của vua và gia đình: điện Càn Thành, điện Khôn Thái, điện Kiến Trung, cung Diên Thọ, cung Trường Sanh v.v..
- Công sở - công quán: điện Văn Minh, điện Võ Hiển, Đông các phủ nội vụ, Thị vệ trực phòng, Thái y viện, Thượng thiên đường v.v..

Trải qua gần 100 năm với bao biến động lịch sử, khí hậu khắc nghiệt và thời gian tàn phá, một số lớn - trên 80% - cung điện dinh thự Hoàng cung nhà Nguyễn đã bị hủy hoại nhiều. Đây là một con số không nhỏ, ảnh hưởng sâu sắc đến quy mô di sản kiến trúc cổ của Việt Nam ngày nay đến nay nhờ sự hỗ trợ của các tố chức quốc tế cũng như sư quan tâm của chính phủ nên công cuộc tu bổ phục dựng đang được thực hiện khả quan mặc dù tiến độ còn rất chậm.

## Kiến trúc tôn giáo - tín ngưỡng

### Chùa tháp

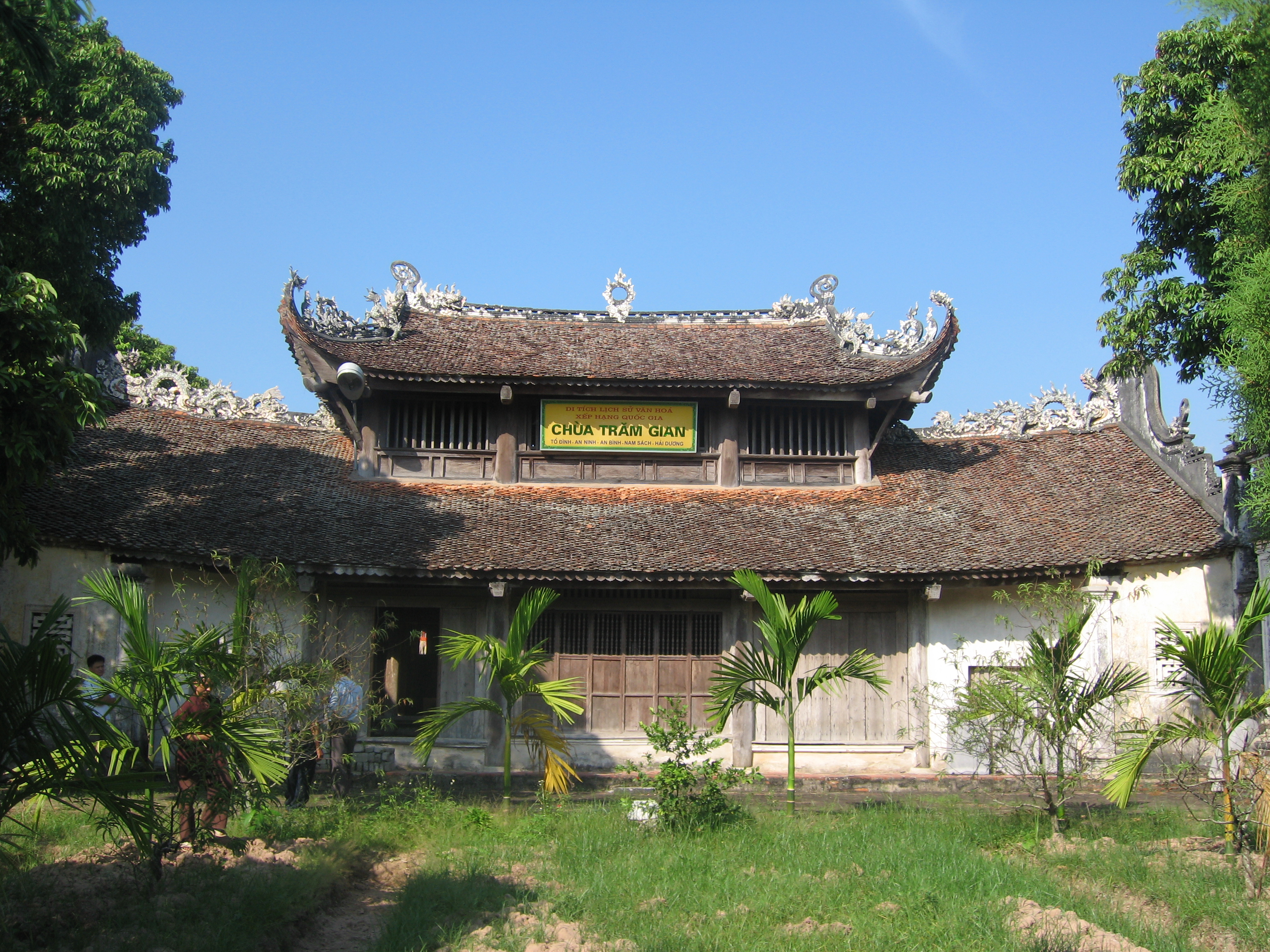
Chính điện Chùa Trăm Gian ở Hải Dương

Chùa tháp là cơ sở hoạt động và truyền bá Phật giáo. Bố cục mặt bằng ngôi chùa có các loại hình như sau:
- Chữ Đinh (丁), bên ngoài rộng 5 gian, 7 gian...
- Chữ Công (工), hay còn gọi là nội công, ngoại quốc (trong là chữ 工, ngoài là chữ 囗)
- Chữ Nhị (二), chữ Tam (三)... bao gồm một tổng thể nhiều công trình đơn lẻ, có hành lang bao quanh hoặc tường vây kín.

### Đền miếu

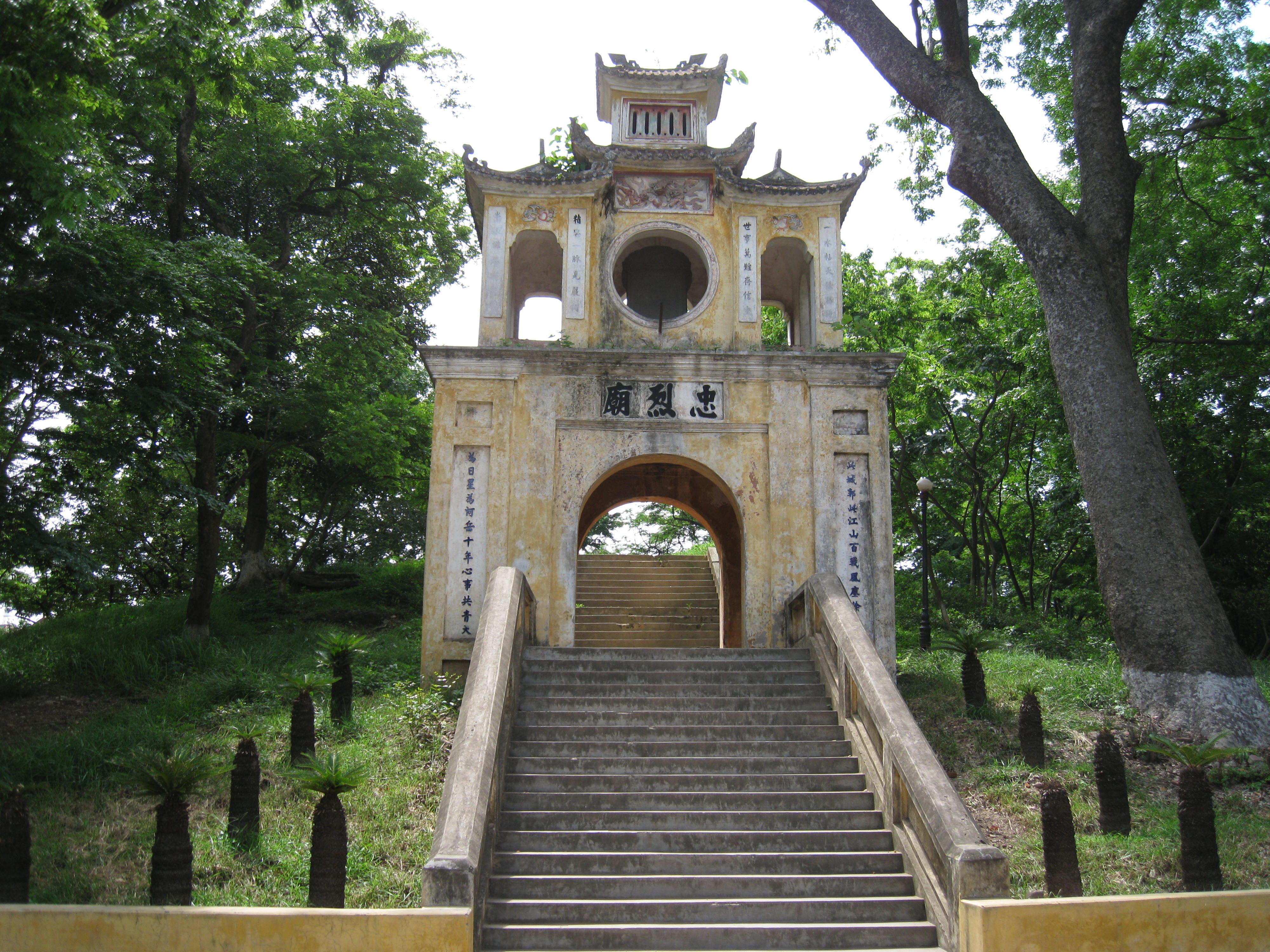
Đền Trung Liệt trên gò Đống Đa, Hà Nội

Công trình đền đài, miếu mạo là nơi thờ cúng của Đạo giáo (Lão giáo). Địa điểm xây dựng thường được lựa chọn ở những vị trí có liên quan đến những truyền thuyết hoặc sự tích, cuộc sống của vị thần siêu nhiên hoặc các nhân vật được tôn thờ. Đại thể kiến trúc bên ngoài của đền đài miếu mạo có những đặc điểm cơ bản giống của kiến trúc đình chùa, nhưng nội dung thờ cúng và trang trí nội thất có khác nhau.

### Văn Miếu - Văn chỉ
Văn Miếu, Tự miếu, Văn chỉ là những công trình kiến trúc Nho giáo thời Khổng Tử.
Quần thể Văn miếu - Quốc tử Giám Hà Nội được xây dựng theo trục Bắc Nam. Phía trước Văn Miếu có một hồ lớn gọi là hồ Văn Chương. Ngoài cổng chính có một dãy 4 cột trụ, hai bên tả hữu có bia.Cổng Văn miếu xây kiểu Tam Quan trên có 3 chữ lớn Văn miếu môn viết bằng chữ Hán.

### Lăng mộ
Kiến trúc lăng mộ là các công trình lăng tẩm và mộ táng cổ xưa. Một số dân tộc còn có nhà mồ. Có hai loại mộ táng:
- Mộ của những người thế tục
- Mộ của những người tu hành.

Vật liệu xây dựng mộ thường là những viên gạch có độ nung già. Gạch hộp kích thước 40x30cm và gạch múi bưởi (gạch lưỡi búa) để xây cuốn, có trang trí nổi hình quả trám đời nhà Hán, hình chữ S hoặc con giống, hoa lá.

### Đình làng

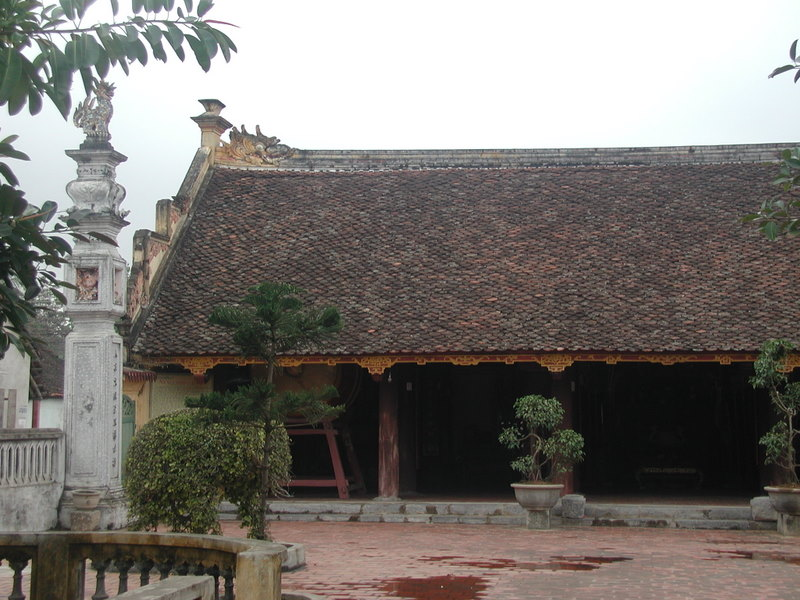
Đình Bảng Môn, Hoằng Lộc, huyện Hoằng Hóa, Thanh Hóa. Đình làm theo kiểu hai mái bít đốc.

Đình làng nguyên là nơi thờ thành hoàng theo phong tục tín ngưỡng trong xã hội Việt Nam cổ đại. Vì vậy nó thường được xếp vào thể loại công trình phục vụ cho tôn giáo, tín ngưỡng. Tuy nhiên, đình làng còn là một công trình thuộc thể loại kiến trúc công cộng dân dụng do tính chất phục vụ đa chức năng của nó. Ngoài là nơi thờ Thành hoàng làng, đình làng còn là trung tâm hành chính, quản trị phục vụ cho mọi hoạt động thuộc về cộng đồng làng xã; là nơi làm việc của Hội đồng kỳ mục trước đây (trong thời phong kiến); là nơi hội họp của dân làng... Đây cũng là nơi diễn ra các lễ hội làng truyền thống, nơi sinh hoạt văn hóa, văn nghệ của làng. Nói chung, với ba chức năng cơ bản trên (tín ngưỡng, hành chính, văn hóa-văn nghệ), đình làng là nơi diễn ra nhiều hoạt động của làng xã Việt Nam dưới thời phong kiến.
Phía trước đình làng thường có sân rộng, hồ nước cây xanh tạo cảnh quan. Kiến trúc đình làng có thể chỉ 5-7 gian, hoặc có thể có tới 7 gian hai chái như ở đình làng Đình Bảng. Đây cũng là số gian lớn nhất mà kiến trúc cổ Việt Nam có được. Đình làng thường phổ biến loại bốn mái, có khi cũng phát triển thêm loại tám mái (kiểu chồng diêm) do những ảnh hưởng của kiến trúc Trung Hoa về sau này. Mặt bằng đình có thể là kiểu chữ Nhất (一)(kiểu này thường thấy ở các đình cổ, thế kỷ XVI); hoặc quy mô, phức tạp hơn với những bố cục mặt bằng có tên gọi theo dạng chữ Nho: chữ Đinh (丁), chữ Nhị (二), chữ Công (工), chữ Môn (門)
Đây là các dạng mặt bằng xuất hiện về sau, bổ sung cho sự phong phú của đình làng Việt Nam, đi liền với quá trình phát triển thêm về mặt chức năng của đình làng. Không gian cảnh quan, kiến trúc đình làng thường phát triển cả phía sau, phía trước và hai bên, với nhiều hạng mục: hậu cung, ống muỗng (ống muống), tường cánh gà, tiền tế, các dãy tả vu, hữu vu, tam quan, trụ biểu, hồ nước, thủy đình. Trong bố cục đó, không gian chủ yếu vẫn là tòa đại đình (đại bái), là nơi diễn ra các hoạt động hội họp, ăn khao, khao vọng, phạt vạ của dân làng. 
Đại đình bao giờ cũng là tòa nhà lớn nhất trong quần thể, bề thế, trang trọng. Đại đình ở các đình cổ thường có sàn lát ván, cao từ 60 đến 80 cm, chia làm ba cốt cao độ, là sự phân chia thứ bậc cho những người ngồi ở Đại đình. Ở những tòa Đại đình của các ngôi đình chưa có hậu cung, bàn thờ Thành hoàng được đặt ở chính gian giữa đại đình; gian này không lát ván sàn và có tên là "Lòng thuyền". Hậu cung là nơi đặt bàn thờ Thành hoàng. Trong hậu cung có cung cấm, là nơi đặt bài vị, sắc phong của vị thần làng. Xung quanh hậu cung thường được bít kín bằng ván gỗ, không trổ cửa sổ, tạo không khí uy nghiêm và linh thiêng.
Đình làng không những có giá trị về mặt kiến trúc cao, là kiến túc thuần Việt nhất của dân tộc, mà còn là kho tàng hết sức giá trị về mặt điêu khắc dân gian. Đây là thế giới cho nền nghệ thuật điêu khắc dân gian phát triển mạnh mẽ. Trên các vì kèo, tất cả các đầu bẩy hay đấu-củng, đầu dư, đố, xà kẻ, ván gió, ván nong (dong) là nơi các nghệ sĩ điêu khắc dân gian chạm khắc các đề tài tái hiện cuộc sống và lao động của con người, cảnh sắc thiên nhiên giàu tính dân gian và phong phú, sinh động. Chính vì vậy, các điêu khắc đình làng còn có giá trị to lớn trong việc nghiên cứu về cuộc sống vật chất, tinh thần của người Việt Nam trước đây. Nó có giá trị lịch sử sâu sắc.

### Tháp Chàm

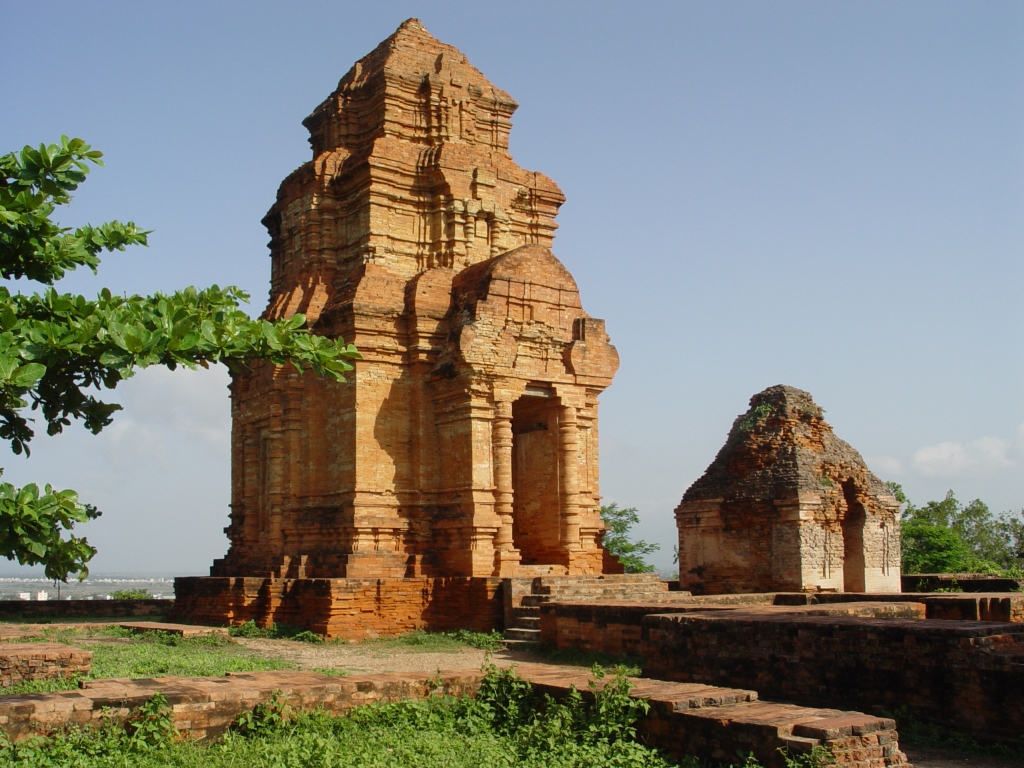
Một tháp Chàm ở Phan Thiết

Tháp Chàm là những đền miếu cổ, thuộc kiến trúc tôn giáo tín ngưỡng của dân tộc Chàm (còn gọi là dân tộc Chăm, sinh sống ở miền Nam Trung Bộ Việt Nam ngày nay. Tháp Chàm là một khối kiến trúc xây dựng bằng gạch nung màu đỏ sẫm lấy từ đất địa phương, phía trên mở rộng và thon vút hình bông hoa. Mặt bằng tháp đa số là hình vuông có không gian bên trong chật hẹp thường có cửa duy nhất mở về hướng Đông (hướng mặt trời mọc). Trần được cấu tạo vòm cuốn, trong lòng tháp đặt một bệ thờ thần bằng đá. Nghệ thuật chạm khắc, đẽo gọt công phu hình hoa lá, chim muông, vũ nữ, thần thánh thể hiện trên mặt tường ngoài của tháp. Trên các bức tường không thấy mạch vữa liên kết, song các viên gạch lại liên kết với nhau rất rắn chắc, bền vững tới hàng chục thế kỷ.

## Kiến trúc dân gian

### Nhà ở dân gian
Nhà ở dân gian đã trải qua một quá trình chuyển biến từ nhà sàn đến nhà nền đất. Nhà nền đất vùng xuôi có kết cấu khung tre hay gỗ, thường làm vách và lợp bằng tranh, rạ hay lá dừa nước; nếu là kết cấu khung gỗ loại tốt lại thường được lợp bằng ngói, tường bao quanh bằng gạch với vì kèo gỗ. Khuôn viên nhà bao gồm: nhà chính, nhà phụ (nhà ngang, nhà bếp) và chuồng gia súc cùng sân, vườn, ao, giếng hoặc bể nước và hàng rào, tường vây quanh, cổng ngõ. Nhà chính thường có số gian lẻ (1, 3 hay 5) cùng với 1 hoặc 2 chái. Nhà chính thường quay về hướng nam, hướng này có thể đón ánh nắng khi trời lạnh, đón được gió mát để giải nồng. Phía trước thường trồng cây có tán cao đề làm cảnh, đón gió tốt. Phía sau, trồng cây bụi để ngăn gió lạnh.
- Nhà sàn: nhà sàn bằng gỗ là kiểu nhà truyền thống từ xưa đến nay ở các vùng đồng bào dân tộc hay sinh sống ở các vùng núi cao (trong nam có nhà Rôông của người tây nguyên, ngoài bắc có nhà sàn của người mường, dao, thái...vv)

### Kiến trúc công cộng dân gian
- Cầu: Có các loại như cầu tre, cầu gỗ, cầu đá, cầu gạch ngói...
- Quán điếm: Quán có thể là quán nghỉ của nông dân ở goài ruộng hoặc quán chợ trong các chợ buôn bán. Điếm có thể là điếm tuần canh trong làng xóm, điếm canh đề phòng lũ lụt vỡ đê hay điếm ở ngoài nghĩa trang... Quán điếm thường có cấu tạo đơn giản, được xây dựng bằng tranh, tre, nứa, lá hoặc gạch, đá, gỗ ngói...
- Chợ làng: Chợ làng là nơi mua bán, trao đổi nông sản, hàng hóa... giữa những người trong làng. Chợ làng thông thường có một quán chính (5 gian) và nhiều quán nhỏ khác.
- Cổng làng: Làng xóm Việt Nam được bao bọc bới lũy tre và cổng làng chính là cửa ngõ của làng xóm. Vật liệu xây dựng của cổng làng thường là gạch, gỗ, ngói, đá ong,...Những cổng làng có quy mô thường có cửa đóng then cài và bảo vệ nghiêm ngặt, kết hợp với lũy tre làm thành pháo đài kiên cố chống lại giặc giã, cướp bóc hay ngoại xâm.

## Kiến trúc vườn cảnh
Vườn cảnh là nghệ thuật tạo hình mô phỏng thiên nhiên trong một không gian giới hạn, làm nền tạo cảnh tôn cao giá trị công trình chính hoặc quần thể công trình. Vườn cảnh của Việt Nam chịu ảnh hưởng của vườn cảnh Á Đông, có nhiều nét tương tự vườn cảnh Trung Quốc và Nhật Bản, thường gồm 3 thành phần: mặt nước, cây xanh và đá núi nhỏ. Vườn cảnh Việt Nam không nổi tiếng như vườn Nhật, vườn Trung Hoa do không có những nét đặc trưng rõ ràng và khuôn mẫu cụ thể cũng như độ phổ biến rộng rãi ra ngoài khu vực. Các vườn cảnh ở Việt Nam, nhất là những khu vườn lớn, cổ thường mang những nét tương đồng với vườn Trung Hoa như hòn non bộ, thủy đình, các lầu hóng gió, ngắm trăng, các hồ nước được trồng viền liễu rủ.
Vườn Việt Nam thường là sự thể hiện lại nét tự nhiên của thiên nhiên mộc mạc, ở Việt Nam vườn cảnh thường được Việt hóa để tạo nên nét riêng và phù hợp với điều kiện thời tiết, đất đai và văn hóa, lịch sử (Việt Nam là nước vùng nhiệt đới) từ đó khiến vườn Việt Nam có những đặc điểm riêng; ví dụ ở vườn Việt Nam, những yếu tố như nét dân dã và mộc mạc và bản sắc dân tộc luôn được đề cao, coi trọng và thể hiện. Đó là những nét rất gần gũi với cuộc sống thường nhật ở thôn quê Việt Nam như: cây đa bến nước, cây khế bờ ao, lũy tre, hàng rào chè tàu hay dâm bụt, cây cau vương vít bụi trầu, giếng khơi, lu nước với chiếc gáo dừa được tra chiếc cán tre xinh xắn.
Đặc biệt, trong vườn cảnh Việt Nam ở mỗi miền lại thường có những ngôi nhà mang đậm nét đặc trưng như: nhà ba gian, hai chái ở những vườn cảnh ở Bắc bộ; nhà rường trong những nhà vườn Huế; hoặc được làm đẹp bằng những kiểu nhà sàn của dân tộc thiểu số vùng cao. Ở Nam bộ trong vườn thường có thêm những cây cầu khỉ bằng tre vắt vẻo qua các mương nước như thách thức du khách đến chơi vườn. Chính vì những nét riêng này mà ở Việt Nam có nhà vườn Huế rất đặc biệt, được nhiều người biết đến.

### Các vườn đẹp ở Việt Nam
Ở Việt Nam có các khu vườn cảnh cổ đẹp, đáng chú ý như các khu nhà vườn Huế, các vườn cảnh cổ ở các lăng mộ vua chúa, Tử cấm thành các triều đại vua chúa phong kiến, vườn trong các đình, chùa cổ.

### Trong nhà ở
Trong ngôi nhà cổ truyền của Việt Nam thường có một bộ phận không thể thiếu được là mảnh vườn. Đây là nơi tăng gia và cũng có thể là nơi cải thiện môi trường sống, tạo không gian thoáng đãng cho ngôi nhà. Đặc biệt, nhà - vườn ở Huế đã trở thành một nét đặc sắc của miền Trung Việt Nam. Trong khuôn viên nhà vườn Huế có nhiều loại cây hoa màu sắc phong phú, cây cảnh tạo dáng thẩm mỹ, cây bóng mát bốn mùa, cây ăn quả mùa nào thức nấy cùng với hòn non bộ, bể cá vàng, chuồng chim cảnh khiến cho khuôn viên nhà vườn Huế là một không gian sinh động thu nhỏ, vừa có lợi ích kinh tế, vừa có hiệu quả thẩm mỹ nghệ thuật.

### Trong công trình tôn giáo tín ngưỡng

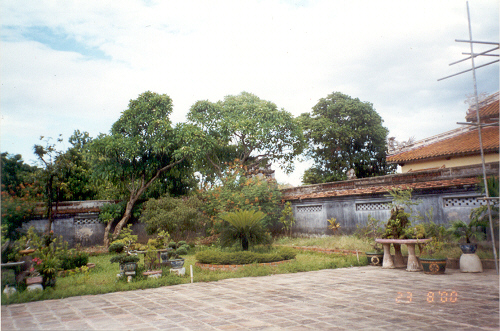
Vườn cảnh trong khu Hoàng thành Huế

Các loại cây thường được trồng trong vườn của công trình tôn giáo tín ngưỡng là cây đa, cây si và cây đại... góp phần tạo cảnh làm nơi nghỉ ngơi cho khách thập phương đến thăm viếng và hành lễ đồng thời làm tôn giá trị nghệ thuật kiến trúc, tạo cảm giác thanh tịnh, trang nghiêm cho công trình tôn giáo. Hoa sen là loại cây quen thuộc và phổ biến trong kiến trúc Phật giáo.

### Trong triều đình
Vườn thượng uyển là vườn cảnh dành riêng cho nhà vua và hoàng gia cùng quan lại cao cấp trong triều đình phong kiến thưởng thức và du ngoạn. Cố đô Huế của triều nhà Nguyễn còn để lại những khu vườn cảnh có giá trị như: vườn Ngự uyển trong Tử Cấm Thành Huế, vườn Cơ hạ trong Hoàng thành Huế, vườn Tĩnh tâm, Dã viên nơi nuôi dã thú trong một khu vườn trên cồn cát gữa sông Hương nơi được ví như hữu Bạch hổ ở phía Tây thành phố Huế.